# SBS의 2010년 FIFA 월드컵 독점 중계 논란
SBS의 2010년 FIFA 월드컵 독점중계 논란은 2010년 FIFA 월드컵 기간 동안의 SBS의 독점 중계에 관한 내용이다.

## 논란
- 한편 대한민국 내 방송사론, 유일무이하게 SBS에서 단독으로 2010년 FIFA 월드컵 개·폐회식 및 경기 등을 생중계하였다. SBS 측은 MBC, KBS등 타 방송사에 경기당 2분, 하루에 5~6분의 영상을 제공하겠다고 밝혔다. SBS는 단독 중계를 위해 KBS, MBC와의 계약을 파기하고 더 많은 계약금을 지불하여 외화를 낭비한다는 지적과 함께 중계 선택권을 제한한다는 비판을 받았다.[1] KBS와 MBC는 이러한 SBS의 계약 불이행에 대한 비판을 쏟아내었으며 기자회견을 열어 입장을 밝히고, 법적 대응 절차에 나서겠다 밝히기도 하였다. 또한 SBS는 이렇게 얻은 중계권을 이용하여 각종 기업들에 무리한 중계권료나,[2] 광고료를 요구하기도 했다.[3]또한 중계와 관련해서 준비성이 부족하고 방송사고가 빈번하게 발생하는 등 여러 가지 지적을 받았다.[4] 이러한 불만이 일자 SBS는 시청자 게시판을 폐쇄하여 시청자의 요구를 무시한다는 비판을 받기도 했다.[5]

- 또한 SBS를 시청할 수 없는 '난시청' 지역을 KBS가 취재하였으나, 해당 지역은 SBS채널이 잘 나오고 있다는 점이 확인되었다. 이렇게 중계권을 이유로 시작된 방송사간의 의견 충돌 문제로, 방송사들은 자사의 이익들만을 대변하는 모습을 보이기도 했다.[6] 무료로 시청할 수 있는 가구의 비율이 90% 이상이면 보편적 시청권을 확보했다고 할 수 있는데, 방통위는 수도권 직접 수신 가구와 기타 지역의 유료방송 가구 수를 합산해 SBS의 가시청율을 90% 이상으로 추정해 SBS의 독점중계를 묵인하였다. 실제로 유료 방송 가입 가구까지 합산하여 가시청권에 포함된다고 하더라도 84.9% 밖에 되지 않는다.[7]

- SBS 및 9개 지역 민방 네트워크를 통해 라디오로는 전국중계를 하지 못한 채 수도권 민방인 러브FM(103.5Mhz)을 통해서만 수도권에만 중계를 하고 있어 '반쪽자리 단독중계'라는 비난이 쏟아지고 있다. 이에 대해 SBS 홍보팀의 한 관계자는 "SBS에는 전국방송인 파워 FM(107.7Mhz, 서울)과 수도권 민방인 러브 FM이 있으나 파워FM은 9개 지역 민방 네트워크로 일제히 송출되는 음악 채널로 등록되어, 스포츠중계를 할 수 없다"면서 "월드컵 개막 전에 지역 민방들과 이야기를 했으나 광고 등 문제로 타협점을 찾을 수 없었다"고 밝혔다. SBS 러브 FM을 총괄하고 있는 정태익 기획CP 역시 "월드컵 전국 라디오 중계는 지역 민방이 결정할 사항"이라고 전제한 뒤 "월드컵 개막 한달 전 민방측의 의견을 물었으나 특별편성 예산 등의 이유를 들어 거부의사를 밝혔다"고 말했다. '단독중계권'을 확보한 SBS를 통해 라디오 전국중계가 안 되는 것에 대해 생계와 기타의 이유로 라디오를 통해서만 월드컵중계를 청취할 수 있는 청취자들의 빗발친 항의가 계속되고 있지만, 6월 16일에 한국방송광고공사를 통해 민방의 의견을 청취했지만 타협점을 찾지 못했고 16강에 진출하면 다시 논의해볼 예정"인 알려져 뾰족한 해결점이 없는 것으로 전해졌다.[8]

- 2010년 6월 25일에 최시중 방송통신위원장은 국회 문방위 업무보고에서 "징계를 서둘러야 한다는 의견도 있지만 월드컵 진행과정에서 징계는 적절하지 않은 것 같다"면서 "남아공 월드컵이 끝나면 SBS 단독중계와 관련한 징계절차를 밟을 것"이라고 밝혔다. SBS는 방송 3사의 합의를 무시하고 2010년부터 2016년까지 월드컵은 물론 올림픽 경기 6개 중계권을 독식, 논란을 촉발시켰다. 방송통신위원회의 중재 또는 시정 명령에도 불구 공동중계 협상이 결렬, SBS가 현재 남아공 월드컵을 단독중계하고 있는 상황이다. 이에 따라 방송통신위원회는 월드컵 경기가 모두 끝난 후, 방송3사가 공동중계 협상을 성실히 이행하라는 시정명령을 지켰는지 여부에 따라 과징금 부과 등의 징계를 내릴 것으로 전해졌다.[9]

- 한국방송광고공사에 따르면 SBS는 대표팀의 16강 진출로 최소 650억 원의 광고 매출을 기록했다. 2010년 6월 26일에 단독 중계한 우루과이전은 역대 방송 단일 프로그램 광고 사상 최고액인 77억원을 기록했다. 우루과이 전의 15초짜리 광고 한 편의 단가는 9200만 원으로 역대 한국 방송사상 최고가였고, 이날 21분 동안 총 84개의 광고가 완판 돼 77억 원의 매출을 올렸다.

- IPTV 업체와 포털사이트, 극장, 전광판 등에 영상 재판매한 금액도 있어 650억 원에 플러스 알파의 매출을 기록했다. SBS가 이번 월드컵 단독 중계를 위해 FIFA에 지불한 중계권료는 750억 원, 여기에 방송 제작비 100억 원 등 총 1086억 원을 쓴 것으로 알려졌다.[10]

- SBS가 독점 중계하다 보니 기업들은 "울며 겨자 먹기"로 SBS의 제안을 받을 수 없더라도 한 대기업 관계자는 "비싸도 너무 비싸다. 광고비 증가는 결국 소비자에게 전가되는데 SBS가 월드컵으로 한몫 단단히 챙기려는 것 같다"고 비판하였다.[11]

- 이렇게 SBS가 피파측에 과도한 중계권료를 지불하면서 이익을 늘려야 하는 SBS는 공공장소에서 방송을 시청할 경우 중계권료를 지불하라고 하면서 여러 가지 갈등이 빚어졌다. 대표적으로 서울광장 응원가 논란이 있다. 붉은악마 응원단과 많은 국민들은 월드컵때마다 서울광장에서 응원을 많이 해왔는데 이번 월드컵때는 SBS가 중계권료를 지불하라고 밝히자 기업들이 이를 대신 지불하며 후원해 주겠다고 밝히며 '서울광장에서는 자사에서 만든 응원가만을 부를 수 있도록' 조건을 강요했다. 붉은악마 응원단은 응원가를 제한하는 것은 받아들일 수 없다며 서울광장 응원을 취소하겠다는 입장까지 밝히며 서울광장 응원이 파행될 위기에 처했으나 막판 협상에서 '조건 없는 응원가'를 보장해주겠다는 협상이 타결되면서 서울광장 응원이 허용되었다. 이 외에도 과도한 중계권료 부담 때문에 야구 경기장 등에서 응원 할 계획이 취소되는 일도 발생했다.[12]

## 같이 보기
- 대한민국의 스포츠 중계권